# Håtö Svansar
Håtö Svansar är två öar i Frötuna socken söder om Norrtälje, utanför Sundholmen i Håtöviken i norra Furusundsfjärden. Öarna heter Lill-Svansen och Stor-Svansen, och de kallas i folkmun för Svansarna.
Håtö Svansar är mest känt för att hysa Pelarorden, som bland annat trubaduren Evert Taube varit medlem i.
Det var på Håtö Svansar som Evert Taube skrev Calle Schewens vals. Huvudpersonen i sången är Carl von Schewen som var en godsägare som tillsammans med sin bror Bernard von Schewen ägde Håtö gård, och till vilken Håtö Svansar hörde. De var med i Pelarorden redan från grundandet och bidrog till att Svansarna eller snarast Stor-Svansen blev en mötesplats. Direktören och byggherren Calle Smitt såg till att Pelarorden fick en egen lokal på Stor-Svansen eftersom han inte ville gå de tre kilometrarna från ankringsplatsen upp till Håtö gård för att delta i Pelarordens möten. Han lät därför flytta byggnaden för ett litet ritkontor till ön år 1911. Till stugans enda rum fogades senare ett kök, en veranda och ett vardagsrum. 1962 donerades öarna av Carl von Schewens barn till Pelarorden.

## Galleri

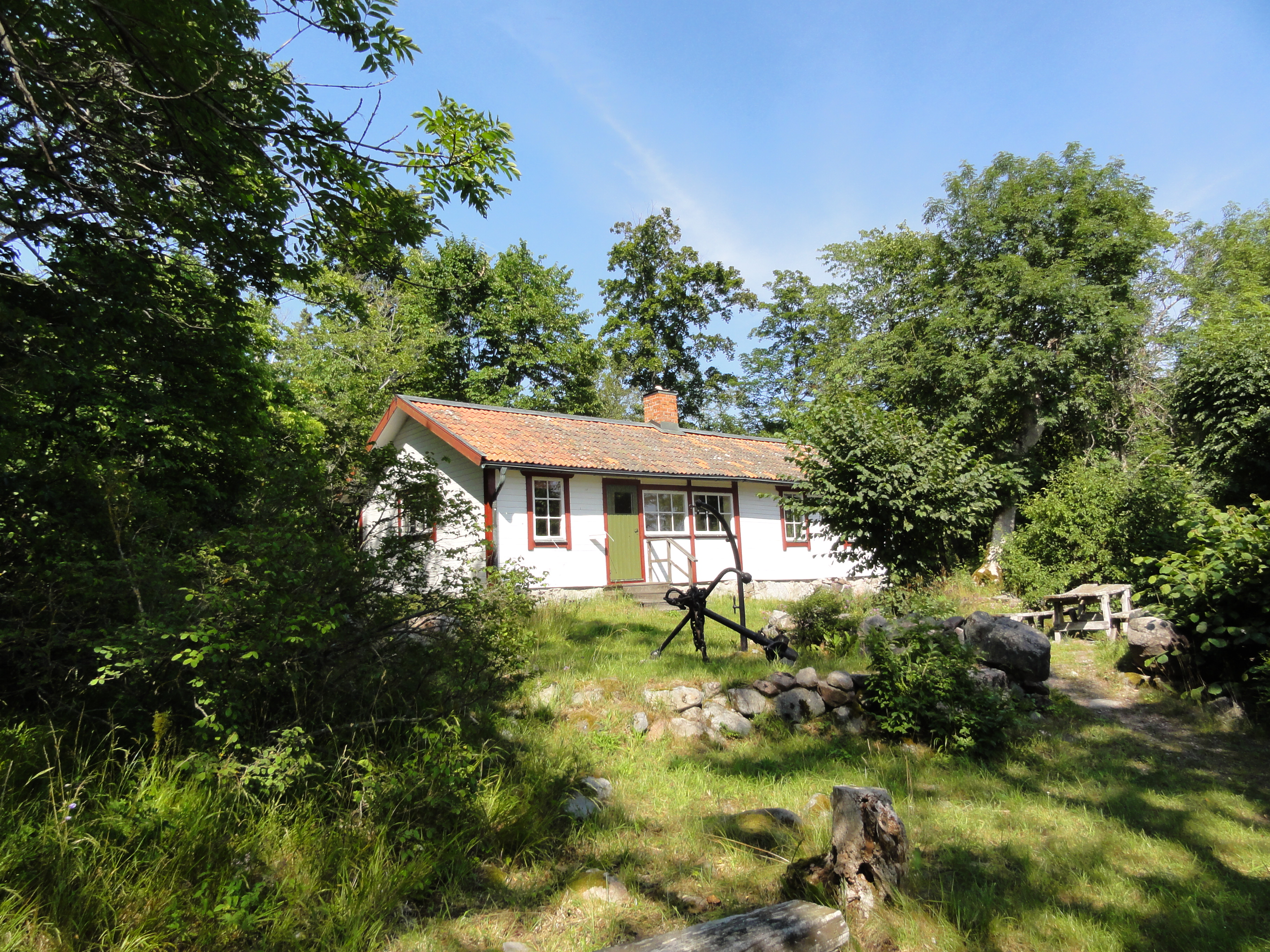
Bersån och Pelarordens klubbhus.
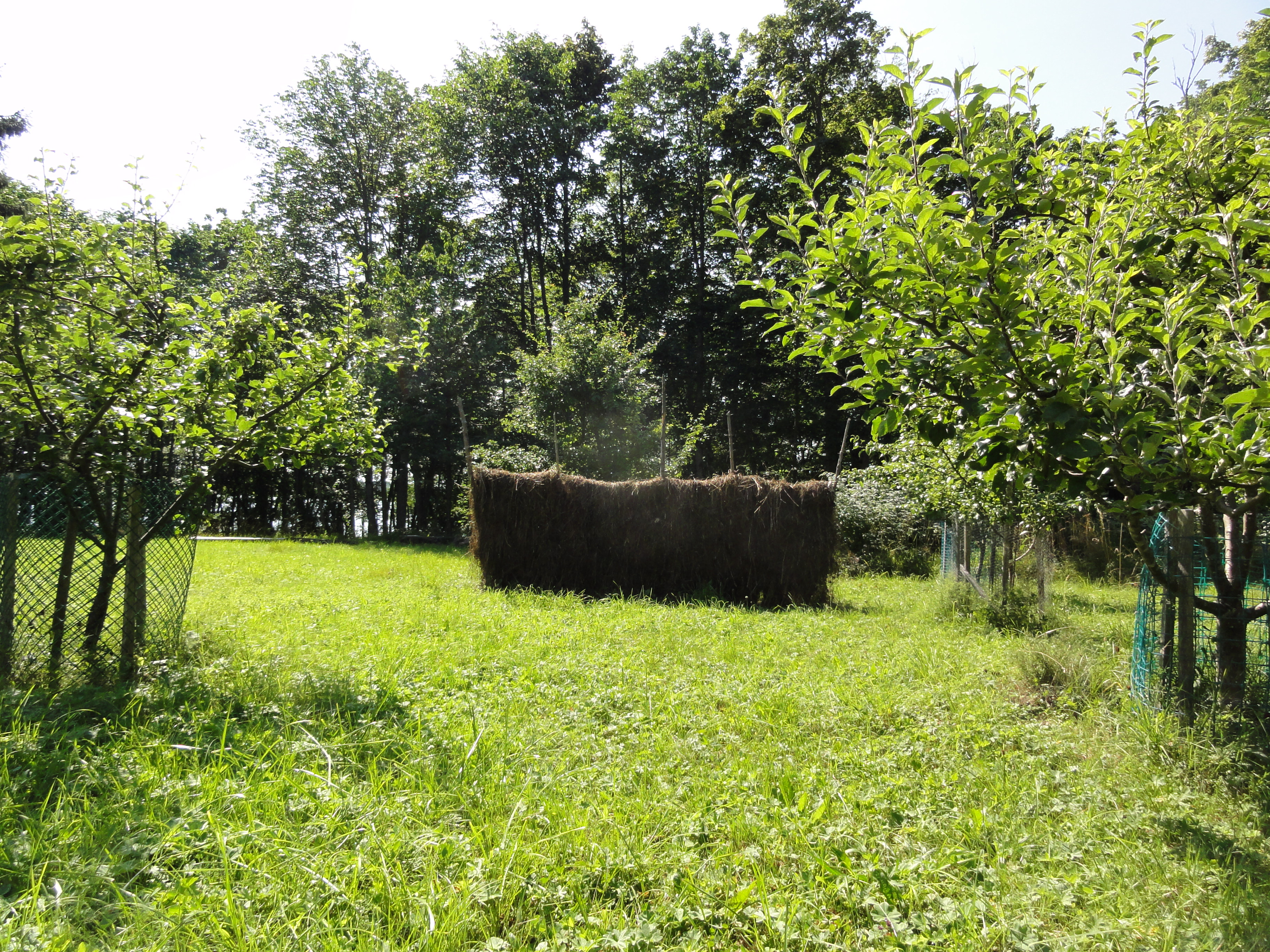
Calle Schewens äng.
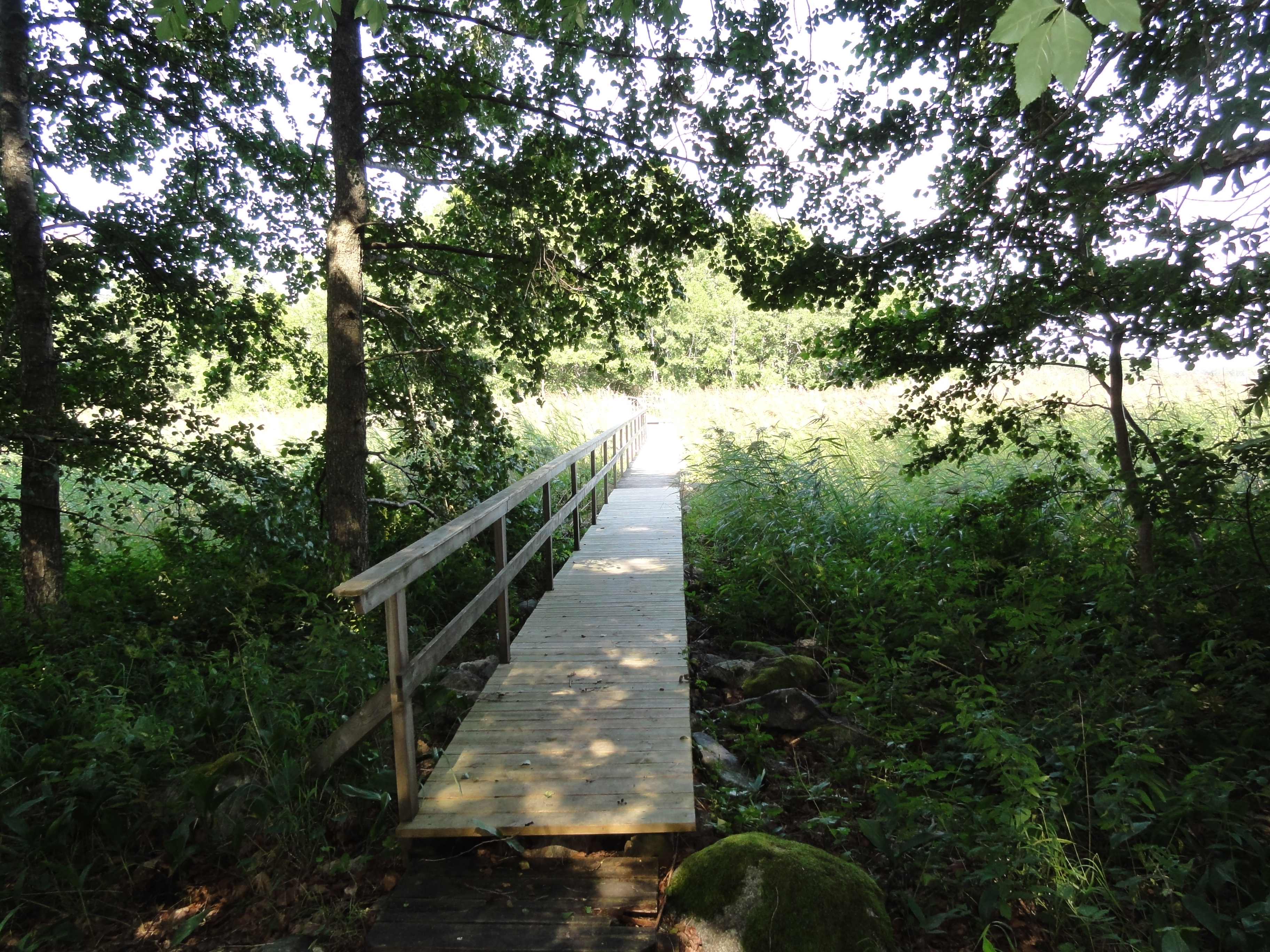
Spång mellan Stora och lilla Svansen.
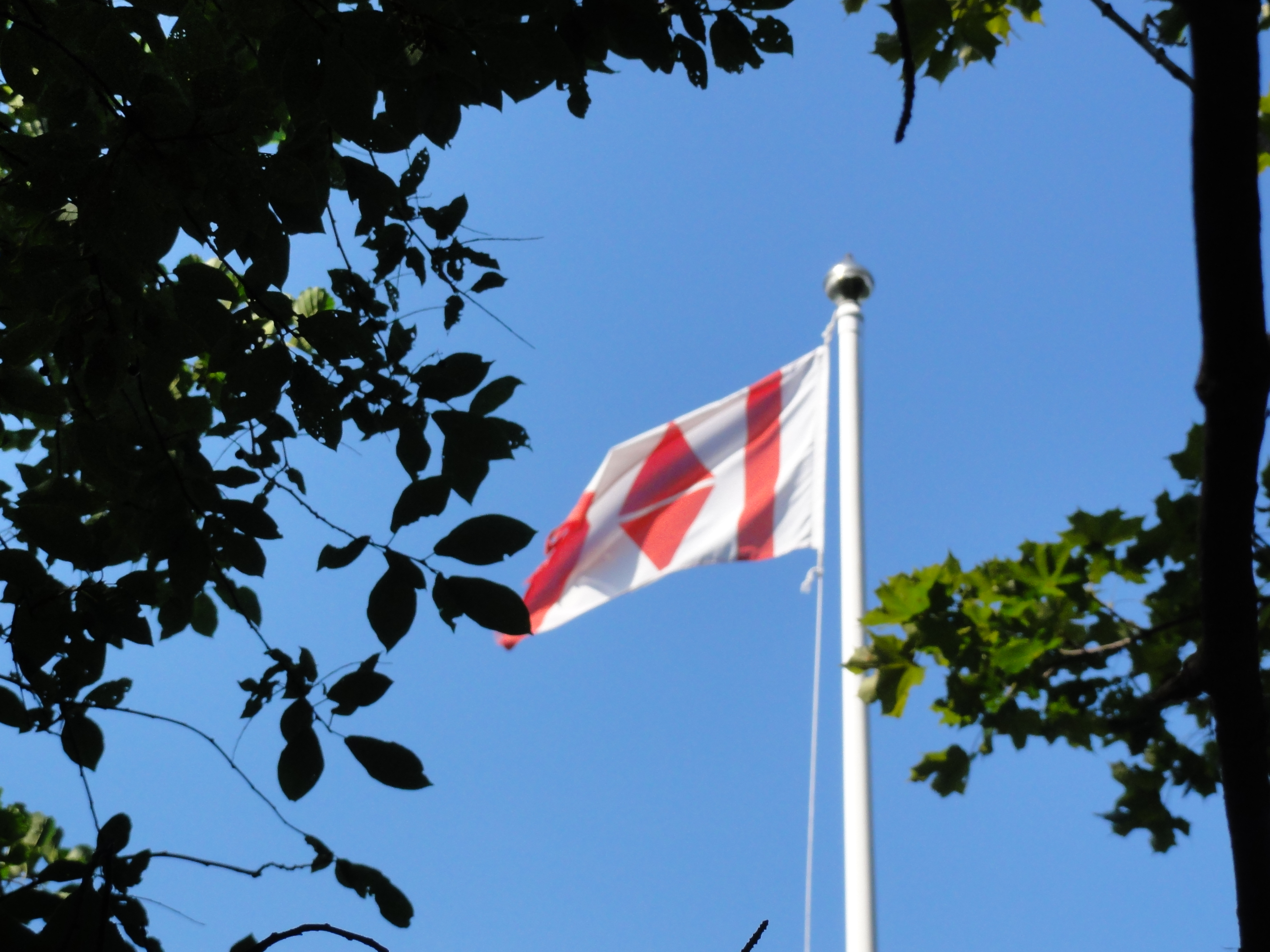
Flagga på Håtö Svansar.